# 比利西卡沃利亞
51°28′4″N 25°48′0″E / 51.46778°N 25.80000°E
比利西卡沃利亞（烏克蘭語：Більська Воля），是烏克蘭西北部的村莊，隸屬里夫內州的瓦拉什區。該村始建於1629年，面積81.2平方公里，海拔高度156米，2019年人口1,816，人口密度每平方公里21.4人。